# Ciudad de Tumen
Tumen (en chino:图们市,pinyin:Túmen shì,coreano:도문시,transcripción:domun si,por el Río Tumen). Es una ciudad-condado de la prefectura autónoma de Yanbián en la provincia de Jilin, República Popular China. Su área es de 1142 km² y su población es de aproximadamente 136 il (2007),57% de origen coreano. Debido a la gran población coreana, ahora hay una ley que dice que los avisos en la ciudad deben ser escritos en chino con una traducción al coreano. Tumen es también la ubicación de un gran centro de detención para los norcoreanos capturados en espera de la deportación.

## Administración
Tumen administra 7 pueblos que se dividen en: en 3 subdistritos y 4 poblados.
- Subdistrito Xiangshang (向上街道 / 향상가도)
- Subdistrito Xinhua (新华街道 / 신화가도)
- Subdistrito Yuegong (月宫街道 / 월궁가도)
- Poblado Yuejing (月晴镇 / 월청진)
- Poblado Shixian (石峴镇 / 석현진),
- Poblado Chang'an (长安镇 / 장안진)
- Poblado Liangshui (凉水镇 / 양수진)

## Clima
Debido a su posición geográfica,los patrones climáticos en la siguiente tabla son los mismos de Yanji.
| Parámetros climáticos promedio de Tumen (1971–2000)                          | Parámetros climáticos promedio de Tumen (1971–2000) | Parámetros climáticos promedio de Tumen (1971–2000) | Parámetros climáticos promedio de Tumen (1971–2000) | Parámetros climáticos promedio de Tumen (1971–2000) | Parámetros climáticos promedio de Tumen (1971–2000) | Parámetros climáticos promedio de Tumen (1971–2000) | Parámetros climáticos promedio de Tumen (1971–2000) | Parámetros climáticos promedio de Tumen (1971–2000) | Parámetros climáticos promedio de Tumen (1971–2000) | Parámetros climáticos promedio de Tumen (1971–2000) | Parámetros climáticos promedio de Tumen (1971–2000) | Parámetros climáticos promedio de Tumen (1971–2000) | Parámetros climáticos promedio de Tumen (1971–2000) |
| Mes                                                                          | Ene.                                                | Feb.                                                | Mar.                                                | Abr.                                                | May.                                                | Jun.                                                | Jul.                                                | Ago.                                                | Sep.                                                | Oct.                                                | Nov.                                                | Dic.                                                | Anual                                               |
| ---------------------------------------------------------------------------- | --------------------------------------------------- | --------------------------------------------------- | --------------------------------------------------- | --------------------------------------------------- | --------------------------------------------------- | --------------------------------------------------- | --------------------------------------------------- | --------------------------------------------------- | --------------------------------------------------- | --------------------------------------------------- | --------------------------------------------------- | --------------------------------------------------- | --------------------------------------------------- |
| Temp. máx. abs. (°C)                                                         | 8.6                                                 | 13.8                                                | 21.7                                                | 31.2                                                | 35.2                                                | 37.2                                                | 37.6                                                | 36.8                                                | 31.2                                                | 30.2                                                | 21.1                                                | 9.3                                                 | '                                                   |
| Temp. máx. media (°C)                                                        | −6.5                                                | −2.2                                                | 5.6                                                 | 15.1                                                | 21.5                                                | 24.0                                                | 27.1                                                | 26.9                                                | 21.9                                                | 14.5                                                | 3.9                                                 | −4.3                                                | 12.3                                                |
| Temp. mín. media (°C)                                                        | −19.4                                               | −16.0                                               | −8.2                                                | −0.1                                                | 6.7                                                 | 12.9                                                | 17.2                                                | 17.1                                                | 9.1                                                 | 0.3                                                 | −8.0                                                | −16.2                                               | -0.4                                                |
| Temp. mín. abs. (°C)                                                         | −31.4                                               | −32.7                                               | −25.7                                               | −11.7                                               | −5.2                                                | 3.9                                                 | 9.1                                                 | 6.5                                                 | −4.0                                                | −13.6                                               | −25.0                                               | −32.2                                               | '                                                   |
| Precipitación total (mm)                                                     | 3.7                                                 | 5.2                                                 | 8.3                                                 | 25.2                                                | 54.0                                                | 88.8                                                | 115.3                                               | 121.9                                               | 64.1                                                | 24.6                                                | 10.8                                                | 6.4                                                 | 528.3                                               |
| Días de precipitaciones (≥ 0.1 mm)                                           | 3.1                                                 | 3.4                                                 | 5.1                                                 | 7.8                                                 | 12.2                                                | 15.1                                                | 14.3                                                | 13.6                                                | 10.4                                                | 7.1                                                 | 5.3                                                 | 3.8                                                 | 101.2                                               |
| Horas de sol                                                                 | 170.4                                               | 183.2                                               | 225.3                                               | 213.2                                               | 233.6                                               | 190.0                                               | 181.0                                               | 187.5                                               | 197.6                                               | 199.5                                               | 157.7                                               | 140.8                                               | 2279.8                                              |
| Humedad relativa (%)                                                         | 59                                                  | 55                                                  | 53                                                  | 55                                                  | 60                                                  | 75                                                  | 79                                                  | 80                                                  | 77                                                  | 67                                                  | 62                                                  | 61                                                  | 65.3                                                |
| Fuente: China Meteorological Administration, NOAA (1961-1990, extremes only) |                                                     |                                                     |                                                     |                                                     |                                                     |                                                     |                                                     |                                                     |                                                     |                                                     |                                                     |                                                     |                                                     |